# Der Klang der Zeit
Der Klang der Zeit, Originaltitel: The Time of Our Singing (2003), ist der achte Roman des US-amerikanischen Schriftstellers Richard Powers, der vor allem für seine überzeugende Verknüpfung naturwissenschaftlicher Themen mit psychologischen und philosophischen Implikationen bekannt geworden ist. Die als hervorragend und kongenial gelobte deutsche Übersetzung seines sprachlich sehr komplexen Werks wurde von Manfred Allié und Gabriele Kempf-Allié besorgt, die gemeinsam auch Powers’ drei Jahre später erschienenen Bestseller Das Echo der Erinnerung (The Echo Maker, 2006) ins Deutsche übertrugen.
Der Klang der Zeit erzählt eine episch ausgebreitete Familiensaga, insbesondere das Leben von zwei musikalisch äußerst talentierten Brüdern, Söhnen eines deutsch-jüdischen Physikers und dessen schwarzer Ehefrau aus Philadelphia. Den politischen Vordergrund bilden der amerikanische Rassismus und die Bürgerrechtsbewegung. Hauptthema jedoch ist die alle Geschehnisse durchziehende und durchdringende Kraft und Schönheit der Musik und des Gesangs, deren Emotionalität und Perfektion enthusiastisch beschrieben und, trotz aller Tragik, als letztlich triumphierend gefeiert werden.

## Inhalt
Die Familiengeschichte beginnt am Ostersonntag 1939, als die schwarze Sängerin Marian Anderson, der die Konzertsäle der Weißen verschlossen bleiben, ein Freiluftkonzert vor dem Denkmal von Abraham Lincoln in Washington gibt. In der riesigen Menschenmenge, die sich dort versammelt hat, lernt Delia Daley aus Philadelphia den aus Deutschland emigrierten Juden David Strom kennen. Er ist Professor für theoretische Physik an der Columbia-Universität und damit beschäftigt, das Phänomen der Zeit zu erforschen. Deren konventionelle Einteilung in Vergangenheit, Gegenwart und Zukunft habe nichts mit der Realität zu tun hat, sondern sei ein bloßes Konstrukt menschlichen Denkens.

Delia ist Mitglied des renommiertesten Gospelchors Philadelphias. David ist der erste, der nicht Delias Hautfarbe, sondern sie selbst sieht und ihre Musikbegeisterung teilt. Sie verliebt sich und heiratet ihn. Delias Vater, ein praktischer Arzt, ist entsetzt über die Naivität seiner Tochter. Er wird später oft und intensiv mit David über die Frage „Was ist Zeit?“ philosophieren und sich 1945 mit ihm empört über den Abwurf der Atombomben in Hiroshima und Nagasaki streiten, an deren wissenschaftlicher Entwicklung David insgeheim beteiligt war.
Die Stroms schicken ihre Kinder nicht zur Schule, sondern erziehen sie zu Hause. Sie tun so, als gäbe es keine Rassendiskriminierung, denn sie sind überzeugt, dass es besser für ihre Kinder sei, ohne solche Unterscheidungen aufzuwachsen. Auch darüber kommt es zwischen ihnen und Delias Vater zu heftigen Auseinandersetzungen, die schließlich so erbittert werden, dass der Kontakt zwischen den beiden Generationen abbricht. Kurz darauf kommt Delia bei einem mysteriösen Hausbrand ums Leben. Es wird nie ganz geklärt, ob der Vorfall nicht einen rassistischen Hintergrund hatte. Jahre später stirbt der alte Daley an Krebs, ohne sich mit seiner Tochter versöhnt zu haben.

Es gibt nichts, was die Eltern Strom ihren zwei Jungen und der später geborenen Tochter Ruth nicht singend und musizierend beibringen. Alle Familienmitglieder haben wunderbare Stimmen, besonders aber die Musikalität des älteren Sohnes Jonah, der Bach und Monteverdi, Schubert und Orff mit einer sich stetig steigernden Meisterschaft singt, werden nicht nur als überragend und emotional mitreißend herausgestellt, sondern von Powers auch entsprechend virtuos geschildert und mit den rassistischen Demütigungen kontrastiert, denen die Strom-Kinder zunehmend ausgesetzt sind.
Erzähler des Romans ist jedoch nicht das Wunderkind Jonah – später von seiner politisch engagierten Schwester Ruth heftig attackiert und verachtet, weil er sich mit seinem Gesang der Kultur der Weißen angepasst habe –, sondern dessen jüngerer Bruder Joseph (Joey), ebenfalls musikalisch ungemein talentiert, im Grunde aber doch nur ein begabter Klavierspieler, der seinen Bruder kongenial auf dem Klavier zu begleiten versteht und ihm hilft, den Gesangswettbewerb America's New Voice zu gewinnen. Während der Ältere ganz seiner musikalischen Karriere als begnadeter Tenor lebt und nach sensationellen nationalen Bühnenerfolgen letztlich die von Rassenkrawallen erschütterten USA verlässt und in den Konzertsälen des alten Europa mit seinen eigens gegründeten Voces Antiquae (Alten Stimmen) gastiert, überall brilliert und enthusiastisch gefeiert wird, überlegt der Jüngere immer wieder, wie man die Vielfalt der Klangfarben gegen die eintönige Farbenlehre des Rassismus aufbieten könne, wie sich Musik und Politik miteinander verbinden ließen oder ob man nicht das eine für das andere aufgeben müsse. Gegen Ende des Romans verabschiedet sich Joey vom Künstlerleben. Stattdessen wird er Lehrer und kümmert er sich um den Musikunterricht schwarzer Kinder an der Grundschule seiner Schwester, die (nachdem sie zunächst in die Drogenszene abzurutschen drohte) inzwischen in Pädagogik promoviert und die "New Day Elementary School" gegründet hat.
Als die Voces Antiquae im Laufe einer Tournee in die USA zurückkommen, lädt Joey seinen Bruder ein, ihn in seiner Schule zu besuchen. Jonah ist begeistert vom Musikunterricht, den sein Bruder ganz nach dem Vorbild ihrer Eltern gestaltet. Auch Ruth versöhnt sich wieder mit Jonah. Danach fliegt er zu seinem Auftritt in Los Angeles, der aber abgesagt werden muss, weil dort am 29. April 1992 schwere Rassenkrawalle ausbrechen. Jonah wird bei den Straßenschlachten von einem Stein an der Schläfe getroffen, ertaubt auf einem Ohr, versäumt es einen Arzt aufzusuchen und stirbt am folgenden Tag.

## Rezeption
„Fast achthundert Seiten hat dieses Buch, und keine Seite ist zu viel“, versichert die SZ. Der Roman liefere „das Panorama eines sozialen Zustands, wie es keine Soziologie, keine Kulturtheorie, keine Philosophie mehr hervorbringt“, ein Panorama, das einen Bogen schlage zwischen den historischen Bildern der Lynchmorde des amerikanischen Südens bis herüber zum Beginn des 21. Jahrhunderts mit den blutigen Riots in den Slums von Los Angeles. Dagegen stehe die Kontrastwelt der Musik, die „selten in der Literatur so innig beschrieben worden [sei] wie in diesem Roman.“
Ebenfalls geradezu hymnisch lobt die Frankfurter Rundschau die „Glanzleistung“ von Richard Powers, „einem der gewaltigsten Erzähler seiner Zeit“. 

Ulrich Greiner (Die Zeit) dagegen beklagt, dass Der Klang der Zeit trotz aller erzählerischen Virtuosität den Leser doch unberührt lasse. Powers’ Kunst bleibe „kalte Perfektion“ ohne innere Notwendigkeit. Im Lauf der Geschichte werde der Leser immer „müder“. Greiners abschließendes Urteil fällt ebenso kategorisch wie vernichtend aus: Der Roman bewege sich auf dem „höchstem denkbaren Niveau der Gleichgültigkeit“.
Die FAZ bescheinigt dem Autor ebenfalls, dass ihm, gerade wenn es um die Beschreibung der Musik gehe, eine Prosa von „kostbaren, bewegenden Passagen“. Insgesamt jedoch hätten dem Roman etwas mehr sinnliche Vitalität und etwas weniger Gelehrsamkeit besser zu Gesicht gestanden. Die Lektüre würde zwar nie langweilig, die „vielleicht zu gewaltige“ Aufgabe aber, das Gleichnis der Unvereinbarkeit von Schwarz und Weiß, Kunst und Politik bewältige Richard Power zu leidenschaftslos.
Die Neue Zürcher Zeitung meint, Der Klang der Zeit sei zu unproportioniert geraten. Powers erzähle zwar nur im traditionellen Stil, breite aber ein enormes musikalisches Wissen aus, das alleine bereits die Lektüre lohne. Dem Roman fehle jedoch der letzte Schliff, zumal seine Figurenkonstellation etwas schwerfällig und mechanisch komponiert sei.
Die 2021 in Brüssel uraufgeführte Oper The Time of Our Singing von Kris Defoort (Musik) und Peter van Kraaij (Libretto) basiert auf dem Roman.